# با جين
با جين (بالصينية: 巴金) (و. 1904 – 2005 م) هو كاتب، ومترجم، وناشط إسبرانتو، وكاتب سير ذاتية، وكاتب للأطفال صيني، ولد في تشنغدو، توفي في شانغهاي، عن عمر يناهز 101 عاماً، بسبب مرض باركنسون.

## مناصب
تولى منصب عضو في اللجنة الوطنية لجمهورية الصين الشعبية، وعضو مجلس الشعب الصيني ‏.

## التعليم
تعلم في جامعة سيتشوان.

## جوائز
حصل على جوائز منها:
- وسام جوقة الشرف من رتبة قائد
- ترتيب الصداقة بين الشعوب.

## روابط خارجية
- با جين على موقع IMDb (الإنجليزية)
- با جين على موقع الموسوعة البريطانية (الإنجليزية)
- با جين على موقع مونزينجر (الألمانية)
- با جين على موقع قاعدة بيانات الفيلم (الإنجليزية)